# Juhamatti Aaltonen
Juhamatti Aaltonen (født 4. juni 1985 i Ii, Finland) er en finsk ishockeyspiller som i øjeblikket spiller for det finske ishockeylandshold og den finsk ishockeyklub Kärpät. Som ishockeyspiller spiller han angreb og er højrehåndet. Tidligere har Juhamatti spillet i klubber i SM-liiga i Finland og i KHL i Rusland, hvor der blandt disse klubber er finske Lahti Pelicans og russiske Metallurg Magnitogorsk.
Juhamatti Aaltonen er kendt for hans hurtighed og færdighed med en puk, hvilket også fik ham startet som professionel ishockeyspiller i 2002 i klubben Kärpät i den finske by Oulu. Hans gennembrud kom med klubben Pelicans i Finland og har senere spillet i Rusland og Sverige. Siden 2009 har han spillet for Finlands ishockeylandshold, som han i øjeblikket spiller for under Vinter-OL 2014 i Sotji.

## Tidlige liv
Født den 4. juni 1985 i Ii voksede Juhamatti Aaltonen op i Nordfinland. Han spillede ishockey allerede i en tidlig alder hvilket resulterede i en debut for Kärpäts U16-hold i 1999, hvor han så spillede for dette hold i sæsonen 1999-00 og også lidt for holdet i sæsonen 2000-01, indtil han fyldte 17 i 2002 og dermed spillede resten af sæsonen for deres U18-hold. Ved starten af sæsonen 2002-03 begyndte Juhamatti Aaltonen på Kärmäts A-hold.